# Droga B800 (Wielka Brytania)
Droga B800 – droga stanowiąca połączenie Forth Road Bridge z Kirkliston. 
Pierwotnie posiadała oznaczenie A8000, a jej przebieg był między autostradą M9 a M8, równocześnie nie będąc klasyfikowaną jako droga tranzytowa (ang. trunk road). Za utrzymanie trasy odpowiadało hrabstwo Edynburg. Mimo tego, dawna A8000 była jedną z najbardziej ważnych dróg we wschodniej części Szkocji. W godzinach zarówno porannego, jak i popołudniowo-wieczornego szczytu komunikacyjnego na całej długości potrafiła być zatkana z powodu dużego potoku ruchu.
We wrześniu 2007 oddano do użytku nowy odcinek autostrady M9, co razem z wymianą oznakowania dwa lata później stanowiły dwa istotne wydarzenia związane ze zmianą klasyfikacji drogi i jej numeru.